# DSB MZ
Die Baureihe DSB MZ waren 61 dieselelektrische Lokomotiven, die an Danske Statsbaner (deutsch Dänische Staatsbahnen) in vier Bauserien geliefert wurden. Diese Bauserien wurden von 1967 bis 1978 mit den Nummern MZ 1401–1461 von der schwedischen Firma Nydqvist och Holm in Trollhättan unter Lizenz von General Motors Electro-Motive Division (EMD) hergestellt.

## Geschichte
Die Beschaffung der ersten Bauserie der MZ erfolgte, um einer steigenden Nachfrage nach leistungsfähigeren Lokomotiven gerecht zu werden, weil die Zuggewichte in den späten 1960er Jahren zunahmen. Der Prototyp, die MZ 1401, wurde ein Jahr lang getestet, bevor die Serienlieferung begann.

## DSB MZ (I)
Die zehn MZ (I) sind Universallokomotiven, die den 16-Zylinder-GM-Dieselmotor 16-645E3 erhielten. Alle Lokkästen außer der des Prototyps wurden von Frichs in Aarhus gebaut und die elektrischen Fahrmotoren kamen von Thrige Titan in Odense. Die Lokomotiven besitzen eine Mehrfachsteuerung. Das maximale Zuggewicht betrug 1.600 Tonnen. Eine Lokomotive hatte einen Beschaffungspreis von etwa 2,4 Mio. Kronen. Sie erreichten eine maximale Geschwindigkeit von 143 km/h.
Bei Lieferung waren die MZ (I) weinrot mit breiten Seitenstreifen in Creme lackiert. Auf den Stirnseiten war das Flügelrad-Logo angebracht. Ab 1983 wurden Schneepflüge, zusätzliche rote Schlussleuchten, rechteckige Pufferteller sowie Griffe und Tritte für Rangierer montiert. Die Lokomotiven waren ursprünglich mit Dampfheizung ausgestattet, die 1984/85 durch eine elektrische Heizeinrichtung ersetzt wurde, die von einem separaten Dieselmotor angetrieben wurden. Alle MZ (I) erhielten 1999 eine Tunnelzulassung. 1992/93 wurde das Zugsicherungssystem ATC nachgerüstet.

## DSB MZ (II)
Die 16 Lokomotiven der Baureihe MZ (II) sind nahezu identisch mit der MZ (I). Sie unterscheiden sich lediglich in der Position des Batteriekastens und der Hauptluftbehälter.
Bei Lieferung waren die MZ (II) weinrot mit breiten Seitenstreifen in creme lackiert. Auf den Stirnseiten war das Flügelrad-Logo angebracht. 1984/87 erhielten alle MZ (II) das rot/schwarze Farbschema mit Ausnahme von MZ 1421, die bereits 1977 nach einem Unfall neu lackiert worden war.
Für den Einsatz im Regionalverkehr um Kopenhagen wurden 1980/82 die Dampfkessel gegen elektrische Heizeinrichtungen ersetzt, die von einem separaten Dieselmotor angetrieben wurden. Zudem wurde eine Wendezugsteuerung eingebaut. Dabei wurden Schneepflüge, zusätzliche rote Schlussleuchten, rechteckige Pufferteller sowie Griffe und Tritte für Rangierer montiert. 1992/94 wurde das Zugsicherungssystem ATC nachgerüstet. MZ 1425 ist seit 2004 mit automatischen Kupplungen zum Transport von IC2- und IC4-Triebzügen ausgestattet.

## DSB MZ (III)
Im Gegensatz zu den beiden ersten Serien erhielten die 20 Lokomotiven der dritten Bauserie MZ (III) den 20-Zylinder-GM-Dieselmotor 20-645E3. Damit waren die Lokomotiven leistungsmäßig für den Einbau der elektrischen Zugheizung vorbereitet. Die Heizgeneratoren mit einer Leistung von 480 kW wurden 1977/78 eingebaut, die Dampfheizeinrichtungen zwischen 1985 und 1988 entfernt. Die Lokomotiven erreichten eine maximale Geschwindigkeit von 165 km/h.
Die Lokkästen und Elektromotoren wurden von den bisherigen Herstellern zugeliefert. Äußerlich unterschieden sie sich deutlich von ihren Vorgängern. Um Platz für größere Schalldämpfer zu schaffen, wurden die Luftansaugöffnungen auf das Dach verlegt. Sie besaßen Mehrfachsteuerung und konnten ein maximales Zuggewicht von 1.800 Tonnen befördern. Die Serie erhielt ebenso 1999 die Tunnelzulassung. Eine Lokomotive hatte einen Beschaffungspreis von etwa 3.750.000 Kronen.
Alle MZ (III) wurden im rot/schwarzen Farbschema mit gesonderten Schlussleuchten ausgeliefert. Ab 1981 wurden Schneepflüge, eckige Pufferteller und zusätzliche Griffstangen an den Stirnseiten montiert, die gewölbten Eckfenster der Führerstände wurden 1988 mit Blechen verschlossen. Die Sicherheitssysteme ITC wurden 1982/83 und ATC 1991/93 nachgerüstet.

## DSB MZ (IV)
Die 15 Lokomotiven der Bauserie MZ (IV) unterschieden sich im Aussehen von den anderen drei Serien. Sie können leicht anhand der deutlich geringeren Höhe ihrer Frontscheiben erkannt werden. Sie wurden mit dem gleichen Motor wie die MZ (III) ausgestattet. Für die Zugheizung besaßen sie ab der Lieferung eine elektrische Heizeinrichtung. Sie waren als einzige Serie mit elektrodynamischen Bremsen ausgestattet. Ansonsten entsprachen die Herstell- und Leistungsdaten der Serie MZ (III).
Alle MZ (IV) wurden im rot/schwarzen Farbschema mit gesonderten Schlussleuchten ausgeliefert. 1982 wurden Schneepflüge und eckige Pufferteller nachgerüstet. Zwischen 1992 und 1995 wurde das Sicherheitssystem ATC nachgerüstet und ab 1996 Rangiertritte mit zusätzlichen Griffstangen an den Stirnseiten montiert.

## Verbleib
Die Ausmusterung der Maschinen bei der DSB begann im Jahre 2000. Lediglich die erstgebaute Maschine 1401 blieb bei der DSB als Museumslokomotive im Einsatz und ist in Randers stationiert. Die meisten Lokomotiven wurden ins Ausland verkauft, so hatten viele kleinere Bahngesellschaften in Schweden diese Lokbaureihe im Bestand – unter anderem bei TÅGAB, TGOJ, Svensk Tågteknik, Vida, Three T, Motala Verkstad, Peterson Rail (12 Stück) und Inlandsbanan AB (2 Stück). Die schwedische Bezeichnung lautet TMZ.
Weitere 16 Lokomotiven wurden nach Australien verkauft und wurden von der Independent Rail of Australia in New South Wales bis 2012 eingesetzt. Seit der Übernahme durch Qube Logistics am 7. Juni 2012 sind die Lokomotiven abgestellt.
Nach Spanien wurden zwei Lokomotiven verkauft. 2004 übernahmen die Norges Statsbaner (NSB) die 1411 und 1415. In Dänemark verblieben einige Lokomotiven bei DB Cargo Scandinavia.

## Galerie

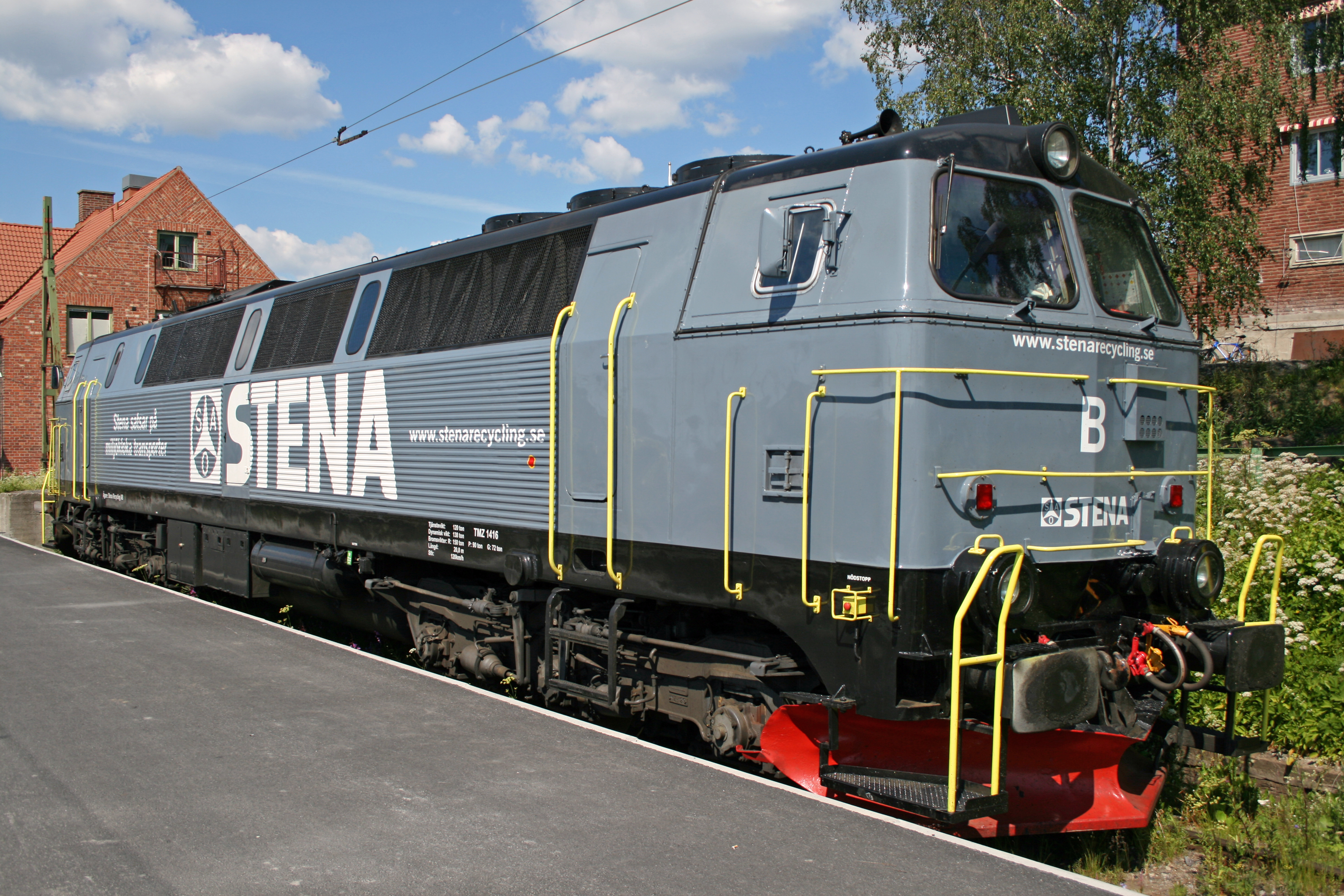
STENA-Lok in Östersund
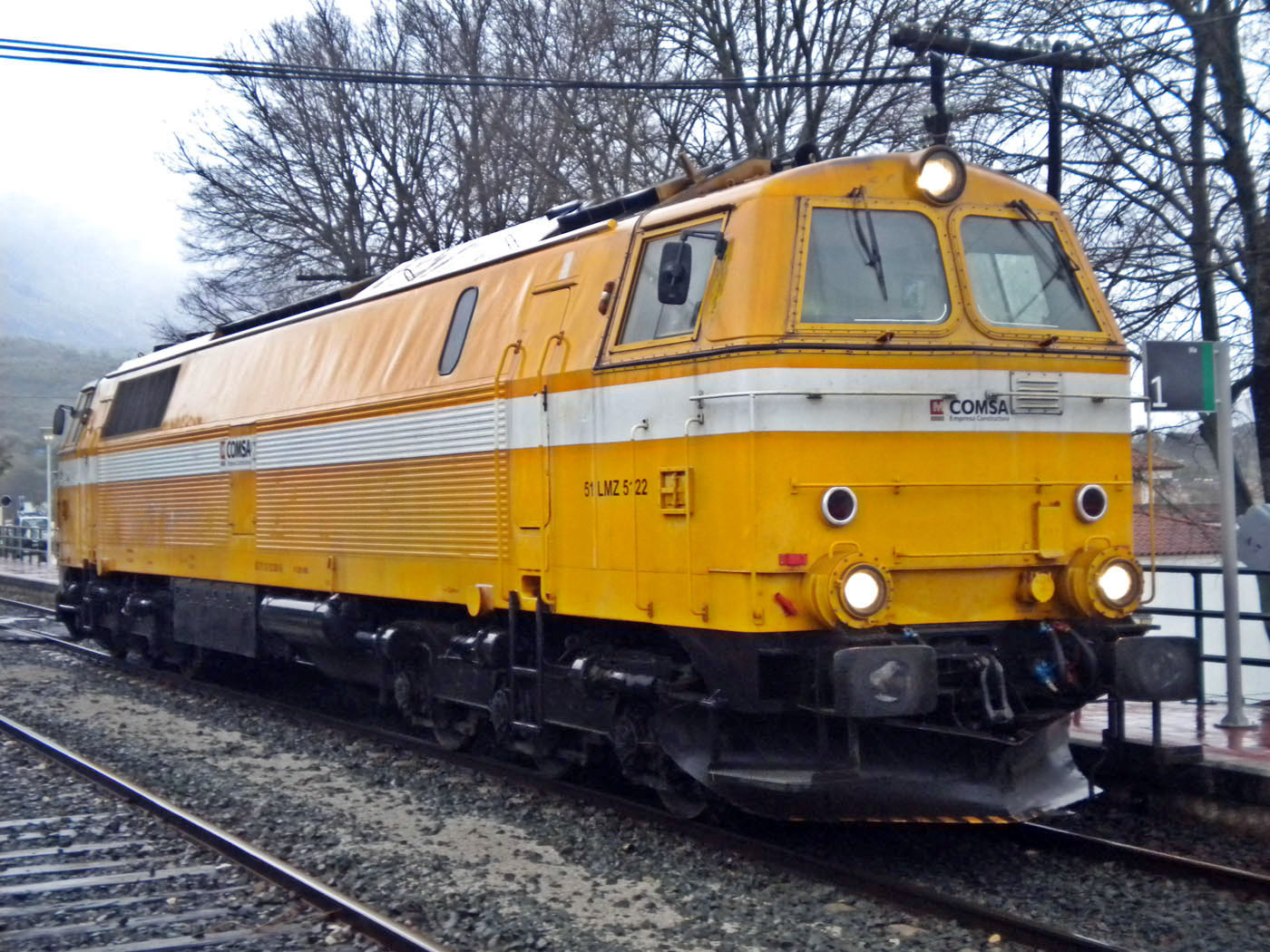
COMSA-Lok in Spanien
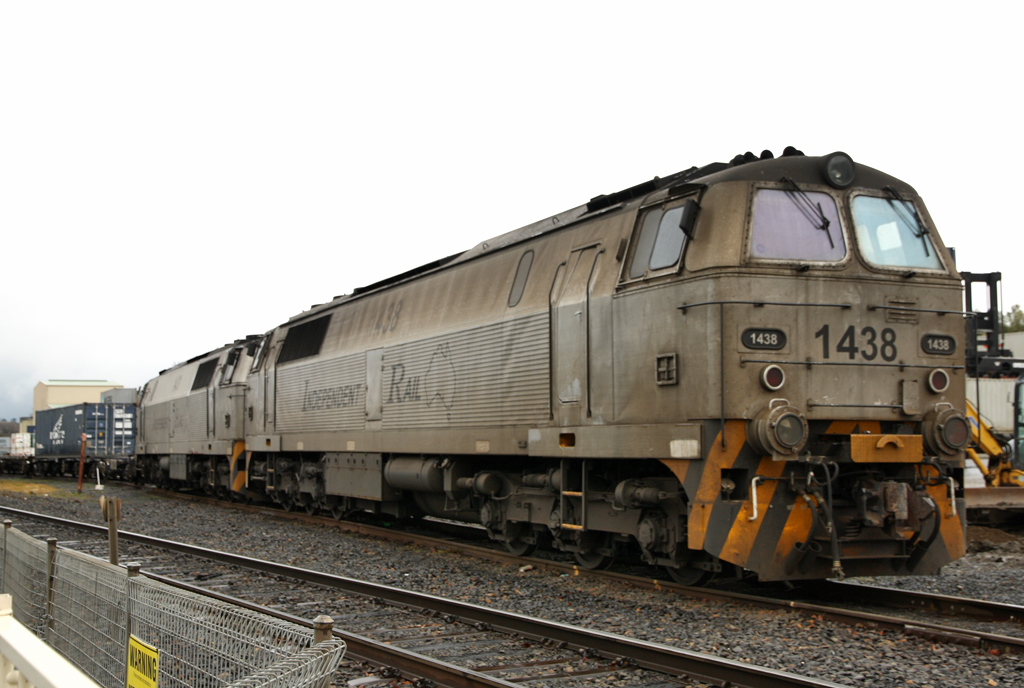
Lok 1438 in Australien
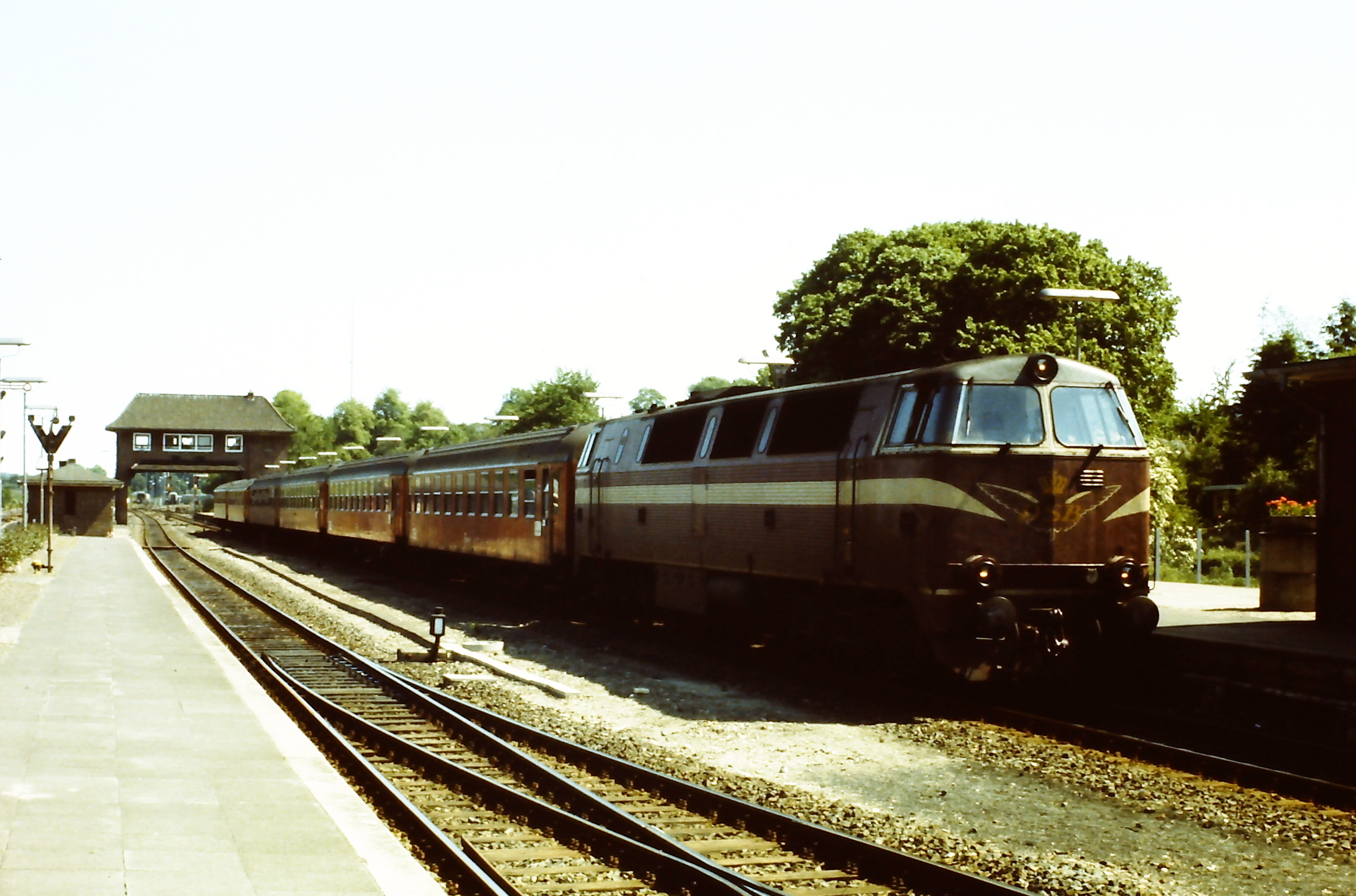
MZ 1418